# 浦項北部警察署
浦項北部警察署（ポハンプクプけいさつしょ）は、慶北地方警察庁所管の警察署である。

## 管轄区域
- 浦項市のうち北区

## 沿革
- 1919年8月20日 - 浦項警察署として開署
- 1945年10月21日 - 国立警察に引き継がれる
- 1949年3月20日 - 迎日警察署に改称
- 1951年3月1日 - 浦項警察署に戻す
- 1991年12月3日 - 浦項警察署と浦項南部警察署に分離
- 1995年3月22日 - 浦項北部警察署に改称

## 組織
- 警務課
- 生活安全課
- 捜査課
- 刑事課
- 警備交通課
- 情報保安課

## 管轄派出所
- 徳山派出所
- 良鶴派出所
- 駅前派出所
- 長城派出所
- 竹島1派出所
- 竹島派出所
- 中央派出所
- 鶴山派出所
- 環汝派出所
- 杞渓派出所
- 杞北派出所
- 松羅派出所
- 神光派出所
- 竹長派出所
- 清河派出所
- 興海派出所